# Western Sydney Wanderers
Der Western Sydney Wanderers FC ist ein im Westen der australischen Metropole Sydney angesiedeltes Fußball-Franchise der professionellen australischen Fußball-Liga, das seit 2012 in der A-League Men spielt. Das Frauenteam des Vereins spielt in der höchsten australischen Frauen-Profiliga, der A-League Women. Die Farben des Franchise sind Rot, Weiß und Schwarz. Der Name wurde in Anlehnung an die Wanderers ausgewählt, die am 3. August 1880 gegen die King’s School in Nord-Parramatta das erste Fußballspiel im Bundesstaat New South Wales bestritten haben sollen. Gleich bei ihrer ersten Teilnahme gewannen die Western Sydney Wanderers 2014 als erstes australisches Team die AFC Champions League.

## Geschichte

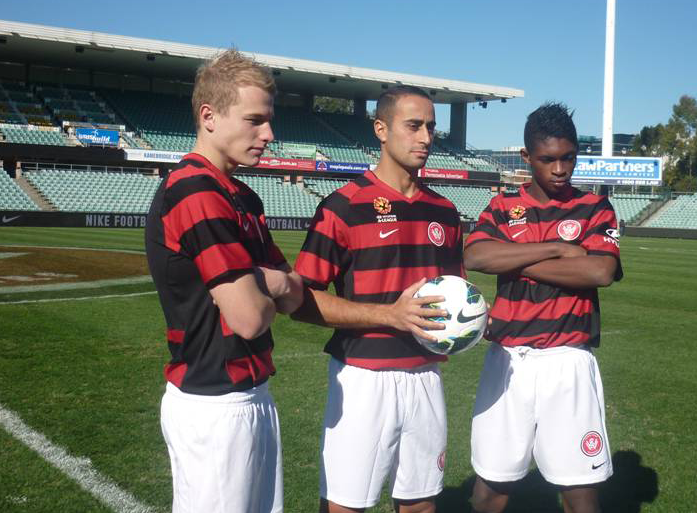
Mooy, Elrich und Appiah-Kubi bei der Vorstellung des Franchise im Parramatta Stadium (2012)

Das Franchise wurde vom australischen Verband ins Leben gerufen und wird bis auf Weiteres unter dessen Obhut stehen. Zum ersten Vorsitzenden, dem Executive Chairman, wurde Lyall Gorman, der vormals den Central Coast Mariners und zuletzt der A-League vorstand, bestellt. Erster Trainer wurde der ehemalige Nationalspieler Tony Popovic, der zuletzt den englischen Zweitligisten Crystal Palace betreute. Bei der Vorstellung des Vereins im Stadion von Parramatta, in dem einst der Vizemeister von 2004, Parramatta Power, zu Hause war, wurden mit Aaron Mooy, Tarek Elrich und Kwabena Appiah-Kubi auch die ersten drei Spieler präsentiert. Alle drei stammen aus dem Sydneyer Westen, der vornehmlich von Unterschicht und Einwanderern bewohnt wird. Ihr historisches erstes Spiel bestritten die Wanderers am Abend des 25. Juli 2012 in nordwestlichen Vorort St. Marys gegen den Fünftligisten Nepean FC. 3.500 Zuschauer kamen bei freiem Eintritt in den Cook Park, in dem an jenem Abend der Alkoholausschank untersagt blieb, und sahen einen 5:0-Sieg der Wanderers. Labinot Haliti erzielte in der 43. Minute das 1:0. Der zu diesem Zeitpunkt auf Probebasis bei den Wanderers trainierende Joey Gibbs von den Marconi Stallions erzielte in der zweiten Halbzeit die weiteren vier Treffer.

## Erfolge
Die Wanderers beendeten ihre Premieren-Saison in der A-League überraschend auf Platz 1 und sicherten sich damit die inoffizielle Meisterschaft, die A-League-Premiership. Zudem qualifizierten sie sich dadurch direkt für die AFC Champions League sowie für das Halbfinale der A-League-Play-offs. Im Finale um den nationalen Titel unterlagen sie letztlich den Central Coast Mariners mit 0:2, bevor im folgenden Jahr durch den Gewinn der AFC Champions League erneut ein kaum für möglich gehaltener Erfolg eingefahren werden konnte. Durch den Gewinn dieses Titels nahm der Verein an der FIFA-Klub-Weltmeisterschaft 2014 teil.

## Rivalitäten
Die Western Sydney Wanderers, das zweite A-League-Franchise Sydneys nach dem Sydney FC, stehen im Westen der Stadt nicht nur mit den dort seit Langem etablierten Rugby-League-Mannschaften wie Wests Tigers und Parramatta Eels, sondern auch mit dem Australian-Football-Franchise Greater Western Sydney Giants, das im März 2012 den Spielbetrieb aufnahm, in Konkurrenz, da Rugby League der traditionelle Sport in Neusüdwales ist und daher deutlich mehr Anhänger generiert.

## Ehemalige Spieler
Eine komplette Auflistung aller Spieler in der Geschichte der Western Sydney Wanderers ist unter Liste der Spieler der Western Sydney Wanderers verfügbar.

## Kader der Saison 2024/25
Stand: 24. Oktober 2024
| Nr.        | Nat.       | Name                 | Geburtstag | im Verein seit | Vertrag bis |     |
| Tor        | Tor        | Tor                  | Tor        | Tor            | Tor         | Tor |
| ---------- | ---------- | -------------------- | ---------- | -------------- | ----------- | --- |
| 1          | Australien | Taiga Harper         | 31.05.2005 | 2024           | 2025        |     |
| 20         | Australien | Lawrence Thomas      | 09.05.1992 | 2022           | 2025        |     |
| 30         | Australien | Jordan Holmes        | 08.05.1997 | 2024           | 2025        |     |
| Abwehr     |            |                      |            |                |             |     |
| 2          | Australien | Gabriel Cléùr        | 31.01.1998 | 2022           | 2025        |     |
| 4          | Australien | Alex Bonetig         | 20.08.2002 | 2022           | 2026        |     |
| 5          | Malta      | Dylan Scicluna       | 10.06.2004 | 2023           | 2024        |     |
| 8          | Korea Sud  | Jeong Tae-wook       | 16.05.1997 | 2024           | 2025        |     |
| 16         | Australien | Tom Baedling         | 16.01.1996 | 2022           | 2025        |     |
| 19         | Australien | Jack Clisby          | 16.02.1992 | 2023           | 2025        |     |
| 22         | Australien | Anthony Pantazopulos | 22.04.2003 | 2023           | 2025        |     |
| 31         | Australien | Aidan Simmons        | 26.05.2003 | 2022           | 2026        |     |
| 44         | Australien | Nathan Barrie        | 29.05.2006 | 2024           | 2027        |     |
| Mittelfeld |            |                      |            |                |             |     |
| 13         | Australien | Dean Pelekanos       | 05.01.2001 | 2024           | 2025        |     |
| 18         | Australien | Oscar Priestman      | 25.03.2003 | 2024           | 2027        |     |
| 23         | Bulgarien  | Boschidar Kraew      | 23.06.1997 | 2024           | 2026        |     |
| 25         | Australien | Joshua Brillante     | 25.03.1993 | 2023           | 2025        |     |
| 64         | Spanien    | Juan Mata            | 28.04.1988 | 2024           | 2025        |     |
| Sturm      |            |                      |            |                |             |     |
| 7          | Australien | Zac Sapsford         | 16.08.2002 | 2022           | 2025        |     |
| 9          | Schweden   | Marcus Antonsson     | 08.05.1991 | 2023           | 2025        |     |
| 10         | Australien | Alexander Badolato   | 23.02.2005 | 2021           | 2026        |     |
| 12         | Australien | Ben Holliday         | 30.09.2002 | 2024           | 2025        |     |
| 14         | Australien | Nicolas Milanovic    | 14.11.2001 | 2023           | 2026        |     |
| 26         | Australien | Brandon Borrello     | 25.07.1995 | 2022           | 2027        |     |
| 27         | Australien | James Temelkovski    | 26.04.1998 | 2024           | 2025        |     |
| 28         | Peru       | Aydan Hammond        | 23.12.2003 | 2024           | 2026        |     |

## Asienpokalbilanz
| Saison | Wettbewerb           | Runde         | Gegner               | Gesamt  | Hinspiel | Rückspiel |
| ------ | -------------------- | ------------- | -------------------- | ------- | -------- | --------- |
| 2014   | AFC Champions League | Gruppenphase  | Ulsan Hyundai        | 3:3     | 1:3 (H)  | 2:0 (A)   |
| 2014   | AFC Champions League | Gruppenphase  | Guizhou Renhe        | 6:0     | 1:0 (A)  | 5:0 (H)   |
| 2014   | AFC Champions League | Gruppenphase  | Kawasaki Frontale    | 2:2     | 1:0 (H)  | 1:2 (A)   |
| 2014   | AFC Champions League | Achtelfinale  | Sanfrecce Hiroshima  | (a)3:30 | 1:3 (A)  | 2:0 (H)   |
| 2014   | AFC Champions League | Viertelfinale | Guangzhou Evergrande | (a)2:20 | 1:0 (H)  | 1:2 (A)   |
| 2014   | AFC Champions League | Halbfinale    | FC Seoul             | 2:0     | 0:0 (A)  | 2:0 (H)   |
| 2014   | AFC Champions League | Finale        | Al-Hilal             | 1:0     | 1:0 (H)  | 0:0 (A)   |
| 2015   | AFC Champions League | Gruppenphase  | Kashima Antlers      | 4:3     | 3:1 (A)  | 1:2 (H)   |
| 2015   | AFC Champions League | Gruppenphase  | Guangzhou Evergrande | 4:3     | 2:3 (H)  | 2:0 (A)   |
| 2015   | AFC Champions League | Gruppenphase  | FC Seoul             | 1:1     | 0:0 (A)  | 1:1 (H)   |
| 2017   | AFC Champions League | Gruppenphase  | Urawa Red Diamonds   | 1:10    | 0:4 (H)  | 1:6 (A)   |
| 2017   | AFC Champions League | Gruppenphase  | Shanghai Port FC     | 4:7     | 1:5 (A)  | 3:2 (H)   |
| 2017   | AFC Champions League | Gruppenphase  | FC Seoul             | 5:5     | 3:2 (A)  | 2:3 (H)   |

Gesamtbilanz: 26 Spiele, 12 Siege, 4 Unentschieden, 10 Niederlagen, 38:37 Tore (Tordifferenz +1)